# Вареж
Ва́реж — село в Павловском районе Нижегородской области, административный центр Варежского сельсовета.

## География
Село расположено в юго-западной части района на правом берегу Оки у впадения в неё ручья Реут.
Вареж известен местным народным промыслом — лозоплетением. В селе ежегодно проходил конкурс лозоплетения, ныне расширивший свой масштаб и перебравшийся в Нижний Новгород. Основы этого искусства введены в местной школе как предмет.
В Вареже находится дача известного поэта-песенника Юрия Паркаева.
В окрестностях села наблюдаются интенсивные карстовые явления. На берегу Оки есть обнажение пермских пород.

## Происхождение названия

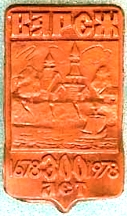
Значок Вареж

Вероятно, название села произошло от финно-угорского (муромского?) имени Вараш, имеющего аналоги в марийской и мордовской ономастике. Местные предания объясняют название формой залива Оки у села, напоминающего варежку, а также тем, что этот залив был местом дневной обеденной остановки бурлаков, где они варили обед. Топонимический словарь Нижегородской области (недоступная ссылка — история).

## История
Первоначальное устройство церкви в селе и образование Варежского прихода нужно относить к XVIII столетию, но год постройки церкви остаётся неизвестным. В 1810 году в Вареже существовали две деревянные церкви: во имя Вознесения Господня и Архистратига Михаила. В 1810-21 годах в Вареже построен был каменный храм. Первоначально в новом храме было устроено два престола: главный в честь Вознесения Господня и в приделе в честь Архистратига Михаила. Затем в 1854 году был устроен придел в честь Казанской иконы Божьей Матери. В селе имелись земская и церковно-приходская школы, учащихся в первой было 90, во второй — 47. В годы Советской Власти церковь была полностью разрушена.
В конце XIX — начале XX века село являлось центром Варежской волости Муромского уезда Владимирской губернии, с 1926 года — в составе Арефинской волости. В 1859 году в деревне числилось 86 дворов, в 1905 году — 121 дворов, в 1926 году — 190 дворов.
С 1929 года деревня являлась центром Варежского сельсовета Павловского района Горьковского края, с 1936 года — в составе Горьковской области.

## Население
| 1859 | 1897 | 1905 | 1926 | 2002 | 2010 |
| ---- | ---- | ---- | ---- | ---- | ---- |
| 613  | ↗832 | ↘642 | ↗770 | ↘407 | ↘365 |

## Известные люди, связанные с селом
- А. Г. Мордвинов — архитектор.